# Liam Hemsworth
Liam Hemsworth (sinh ngày 13 tháng 1 năm 1990) là một diễn viên người Úc. Anh đóng vai Josh Taylor trong phim soap opera Neighbors và như Marcus trong bộ phim truyền hình dành cho trẻ em The Elephant Princess. Trong phim Mỹ, Hemsworth đóng vai chính trong The Last Song (2010), như Gale Hawthorne trong bộ phim The Hunger Games (2012 - 2015), và như Jake Morrison trong Ngày độc lập: Sự hồi sinh (2016). Hai anh trai của Liam, Luke và Chris cũng là diễn viên.

## Tiểu sử
Hemsworth sinh tại Melbourne, Australia, với Leonie (née van Os), một giáo viên tiếng Anh và Craig Hemsworth, một cố vấn về dịch vụ xã hội. Hai anh trai của anh là Chris và Luke Hemsworth, cũng là những diễn viên. Ông nội của anh là người nhập cư Hà Lan, và tổ tiên khác của anh là Anh, Ailen, Scotland, và Đức. Hemsworth đã nói rằng mặc dù có sự cạnh tranh giữa các công việc trong họ, nó thân thiện: "Chúng tôi là anh em và chúng tôi luôn cạnh tranh, nhưng nó là một điều tốt, nó thúc đẩy chúng tôi và chúng tôi luôn hạnh phúc về điều đó."
Khi Hemsworth được 8 tuổi, anh và gia đình anh chuyển đến Phillip Island, một hòn đảo nhỏ phía đông nam Melbourne. Hemsworth nói anh đã dành nhiều thời gian để lướt cùng anh em mình. Tháng 3 năm 2009, Hemsworth chuyển đến Mỹ để theo đuổi sự nghiệp của mình ở đó. Anh và anh trai Chris đầu tiên ở lại nhà nghỉ của quản lý của Chris, William Ward, trước khi thuê căn hộ ở Los Angeles.

## Đời sống cá nhân
Trong khi quay phim The Last Song vào tháng 6 năm 2009, Hemsworth bắt đầu mối quan hệ với ngôi sao đồng hành Miley Cyrus. Sau ba năm có mối quan hệ hẹn hò với nhau, cặp đôi đã tuyên bố đính hôn vào tháng 6 năm 2012. Họ sống cùng nhau ở Los Angeles nhưng kết thúc cuộc hôn nhân vào tháng 9 năm 2013. Tháng 7 năm 2014, Hemsworth lưu ý rằng anh và Cyrus sẽ "luôn luôn là bạn tốt nhất" và họ đã có "một kết nối tức thời và mạnh mẽ." Những tin đồn bắt đầu vào đầu năm 2016, bắt nguồn từ việc cặp đôi cùng nhau xuất hiện tại nhà Malibu của mình và sự xuất hiện lại của chiếc nhẫn đính hôn trên Cyrus. Miley Cyrus đã xác nhận trong một cuộc phỏng vấn trên The Ellen DeGeneres Show vào tháng 10 năm 2016 rằng họ đã quay lại với nhau.
Hemsworth là đại sứ của Tổ chức Trẻ em Úc. Hemsworth nói về mối quan hệ của anh với nền tảng "Tôi có bố mẹ tốt nhất mà bạn có thể có. Họ đã làm việc trong lĩnh vực bảo vệ trẻ em trong hai mươi năm và chỉ bao giờ cho tôi sự khích lệ và hỗ trợ. Ngay thế giới là một nơi đáng sợ như đối với trẻ em. Điều quan trọng là nhà luôn phải là nơi an toàn cho họ." Khi được hỏi liệu anh ta có tin rằng anh ta là một anh hùng đối với trẻ em hay không, Liam nói anh không biết, nhưng anh ta muốn trở thành một người mẫu tốt.
Hemsworth là người ăn chay và nói với Men's Fitness rằng anh đã tìm thấy "không có tiêu cực để ăn như thế này. Tôi cảm thấy không có gì nhưng tích cực, tinh thần và thể chất." Anh được mệnh danh là Người nổi tiếng ăn chay nhất của PETA năm 2016.

## Sự nghiệp

### Phim ảnh
| Năm  | Phim                                  | Vai diễn                | Notes              |
| ---- | ------------------------------------- | ----------------------- | ------------------ |
| 2009 | Knowing                               | Spencer                 |                    |
| 2009 | Triangle                              | Victor                  |                    |
| 2010 | The Last Song                         | Will Blakelee           |                    |
| 2012 | The Hunger Games                      | Gale Hawthorne          |                    |
| 2012 | The Expendables 2                     | Billy "The Kid" Timmons |                    |
| 2013 | Love and Honor                        | Mickey Wright           |                    |
| 2013 | Paranoia                              | Adam Cassidy            |                    |
| 2013 | Empire State                          | Chris Potamitis         |                    |
| 2013 | The Hunger Games: Catching Fire       | Gale Hawthorne          |                    |
| 2014 | Cut Bank                              | Dwayne McLaren          |                    |
| 2014 | The Hunger Games: Mockingjay – Part 1 | Gale Hawthorne          |                    |
| 2015 | The Dressmaker                        | Ted McSwiney            |                    |
| 2015 | The Hunger Games: Mockingjay – Part 2 | Gale Hawthorne          |                    |
| 2016 | Independence Day: Resurgence          | Jake Morrison           |                    |
| 2016 | The Duel                              | David Kingston          |                    |
| 2019 | Isn't It Romantic                     |                         | In post-produciton |

### Giải thưởng
Vào ngày 27 tháng 6 năm 2012, Liam Hemsworth đã được trình bày với những người Úc trong Giải thưởng Đột phá Phim cho thành công quốc tế.
| Năm  | Phim                                  | Vai diễn                                                                            | Notes     |
| ---- | ------------------------------------- | ----------------------------------------------------------------------------------- | --------- |
| 2010 | The Last Song                         | Young Hollywood Breakthrough of the Year                                            | Won       |
| 2010 | The Last Song                         | Nickelodeon Australian Kids' Choice Awards Favorite Kiss                            | Won       |
| 2010 | The Last Song                         | Teen Choice Awards Male Breakout                                                    | Won       |
| 2010 | The Last Song                         | Teen Choice Awards Best Liplock with Miley Cyrus                                    | Nominated |
| 2010 | The Last Song                         | Teen Choice Award for Best Movie Drama                                              | Nominated |
| 2010 | The Last Song                         | Teen Choice Awards Best Movie Chemistry                                             | Nominated |
| 2012 | The Hunger Games                      | Teen Choice Scene Stealer: Male                                                     | Nominated |
| 2012 | The Hunger Games                      | People's Choice Awards Chemistry (shared with Jennifer Lawrence andJosh Hutcherson) | Won       |
| 2012 | The Hunger Games                      | MTV Movie Award for Best Breakthrough Performance                                   | Nominated |
| 2012 | The Hunger Games                      | MTV Movie Award for Best Cast                                                       | Nominated |
| 2012 | The Hunger Games                      | Teen Choice Award for Choice Hottie-Male                                            | Nominated |
| 2014 | The Hunger Games: Catching Fire       | Teen Choice Award for Actor Sci-Fi/Fantasy                                          | Nominated |
| 2015 | The Hunger Games: Mockingjay – Part 1 | Teen Choice Award for Actor Sci-Fi/Fantasy                                          | Nominated |
| 2017 | Independence Day: Resurgence          | People's Choice Awards: Favorite Action Movie Actor                                 | Nominated |